# Восстание Косямаина
Восстание Косямаина — восстание айнов на полуострове Осима острова Хоккайдо (Япония) против японской колонизации, произошедшее в 1457 году.
Поводом к восстанию стал инцидент, произошедший весной 1456 года, когда около Хакодате один из вадзинов (японских переселенцев) убил молодого айна. Якобы айн купил у кузнеца (этого переселенца) нож, а когда пожаловался затем на его негодность и потребовал назад деньги, японец убил его.
Это событие повлекло за собой в мае 1457 года крупное восстание айнского населения против японцев, во главе которого стал Косямаин, которого японцы называли «главой всех айнов Востока». Первоначально восстание, по всей видимости, развивалось успешно, и почти все замки, за исключением двух, возведённые японцами в южной части полуострова Осима, были взяты айнами или покинуты японцами. Однако когда год спустя во главе японских сил, состоящих в основном из клана Какидзаки, встал Такэда Нобухиро, будущий основатель дома Мацумаэ, японцам удалось застрелить из луков Косямаина и его сына около Каминокуни, после чего восстание сразу пошло на спад и было подавлено к 1458 году. Благодаря этому успеху Нобухиро получил руку дочери Какидзаки Суэсигэ. Подробностей о ходе восстания в японских источниках сохранилось мало.
С 1994 года в Каминокуни айнскими активистами проводятся ежегодные памятные мероприятия в честь Косямаина.